# Darlingia
Darlingia es un género de árboles perteneciente a la familia Proteaceae. Es endémica de  Australia, concretamente de Queensland.

## Taxonomía
Darlingia fue descrito por Ferdinand von Mueller y publicado en Fragmenta Phytographiae Australiae 5: 152. 1866. La especie tipo es: Darlingia spectatissima F. Muell.

## Especies aceptadas
A continuación se brinda un listado de las especies del género Darlingia aceptadas hasta abril de 2012, ordenadas alfabéticamente. Para cada una se indica el nombre binomial seguido del autor, abreviado según las convenciones y usos.
- Darlingia darlingiana (F.Muell.) L.A.S.Johnson
- Darlingia ferruginea J.F.Bailey